# Ali Wardhana
Ali Wardhana (Surakarta, 6 mei 1928 - Jakarta, 14 september 2015) was een Indonesisch econoom en politicus. Tijdens de Nieuwe Orde van president Soeharto was hij een van Indonesië's belangrijkste beleidsmakers op financieel en economisch gebied.
Ali Wardhana wordt gerekend tot de zogenaamde "Berkeley-maffia", een groep Indonesische economen die studeerde aan de Universiteit van Californië - Berkeley in de jaren 60 en vervolgens gedurende decennia het economische beleid van Indonesië bepaalde.
Ali Wardhana was bijna vijftien jaar Minister van Financiën in de opeenvolgende Ontwikkelingskabinetten I, II en III, en vervolgens Coördinerend Minister van Economie en Financiën in het Ontwikkelingskabinet IV.